# Суботом увече
Суботом увече је југословенски омнибус филм, снимљен 1957. године у режији Владимира Погачића.

## Радња
Прва прича: На Кошави – Двоје младих људи има стамбени проблем који им отежава везу и тек када старији схвате о чему се ради, проблем бива решен.

Друга прича: Доктор - Вечито усамљени страствени љубитељ бокса, зван Доктор, остаје сам чак и кад се прослави његов боксерски миљеник.

Трећа прича: Свира одличан џез - Младић се не усуђује да приђе девојци која му се свиђа и због тога пати.

## Ликови
| Глумац                   | Улога                      |
| ------------------------ | -------------------------- |
| Зоран Стојиљковић        | Мирко Соколовић            |
| Радмила Андрић           | Нада Маринковић            |
| Милан Срдоч              | Доктор                     |
| Павле Вуисић             | Редар                      |
| Северин Бијелић          | Водник                     |
| Томанија Ђуричко         | Надина мајка               |
| Сима Јанићијевић         | Надин отац Сима Маринковић |
| Александар Стојковић     | Таксиста                   |
| Миодраг Поповић Деба     | Милиционер                 |
| Павле Шовљански          | Боксер                     |
| Велимир Бата Живојиновић | Навијач                    |
| Радослав Павловић        | Пролазник                  |
| Јован Јанићијевић Бурдуш | Симин другар               |
| Михајло Бата Паскаљевић  | Италијан                   |
| Михајло Костић Пљака     | Табаџија                   |
| Бранка Пантелић          |                            |
| Слободан Алигрудић       |                            |
| Невенка Микулић          |                            |
| Ружица Сокић             | Навијачица                 |
| Анка Врбанић             |                            |
| Снежана Михајловић       |                            |
| Ђорђе Ненадовић          |                            |
| Антоније Пејић           |                            |

Комплетна филмска екипа  ▼
| Редитељ                   | Владимир Погачић       |                                    |
| Сценариста                | Драгослав Илић         |                                    |
| Композитор                | Бојан Адамич           |                                    |
| Директор фотографије      | Александар Секуловић   |                                    |
| Mонтажер                  | Милада Рајшић — Леви   |                                    |
| Сценограф                 | Властимир Гаврик       |                                    |
| Уметнички директор        | Александар Миловић     |                                    |
| Декоратер сцене           | Миладин Аранђеловић    |                                    |
| Одсек за шминку           | Зорица Рандић          | шминкерка (као Зорица Костелник)   |
| Менаџер продукције        | Петар Шобајић          | директор филма                     |
| Помоћник режије           | Миодраг Микос Петровић | помоћник редитеља                  |
| Помоћник режије           | Здравко Рандић         | помоћник редитеља                  |
| Одсек за звук             | Радивој Вујић          | тонски сарадник                    |
| Одсек за камеру и расвету | Здравко Игњатовић      | пратилац камере                    |
| Одсек за камеру и расвету | Душан Недељковић       | пратилац камере                    |
| Одсек за костим           | Борка Субарановић      | гардеробер                         |
| Остала екипа              | Десанка Погачић        | секретар режије (као Деја Погачић) |

## Награде
Пула 1957. - филм је награђен трећом наградом за најбољи филм, другом наградом за најбољу режију; новчаном наградом за најбољу фотографију

## Културно добро
Југословенска кинотека је, у складу са својим овлашћењима на основу Закона о културним добрима, 28. децембра 2016. године прогласила сто српских играних филмова (1911-1999) за културно добро од великог значаја. На тој листи се налази и филм Суботом увече.